# WS Em Casa Tour
WS Em Casa Tour é a segunda turnê do cantor brasileiro Wesley Safadão, para promover o álbum WS Em Casa (2016).
Teve início em 6 de outubro de 2016 na sede do Google, em São Paulo, Brasil. Contou com 221 shows, passando por seis países, sendo eles Brasil, Estados Unidos, Holanda, Inglaterra, Portugal e Suíça.

## Desenvolvimento
O primeiro show da turnê ocorreu em São Paulo, na sede do Google Brasil. Wesley Safadão usou seu canal no YouTube para transmitir o coquetel de lançamento ao vivo. Quem acompanhou pôde ver o cantor batendo um papo com a imprensa, contanto novidades e ainda fazendo um pequeno show para fãs.
O repertório foi constituído por músicas do WS Em Casa e por grandes sucessos da carreira do cantor. Também contou com versões de "Não Quero Dinheiro (Só Quero Amar)", de Tim Maia, e "País Tropical", de Jorge Ben Jor em alguns shows.

## Datas
| Data                    | Cidade                 | Estado              | País           | Local                                                                   | Evento                                                                                        | Ref.            |
| ----------------------- | ---------------------- | ------------------- | -------------- | ----------------------------------------------------------------------- | --------------------------------------------------------------------------------------------- | --------------- |
| América do Sul          |                        |                     |                |                                                                         |                                                                                               |                 |
| 6 de outubro de 2016    | São Paulo              | São Paulo           | Brasil         | Google Brasil                                                           | Lançamento WS Em Casa                                                                         | [ 1 ]           |
| 7 de outubro de 2016    | Sete Lagoas            | Minas Gerais        | Brasil         | Estacionamento do Shopping Sete Lagoas                                  | Sete Lagoas é Show                                                                            | [ 3 ]           |
| 8 de outubro de 2016    | São José do Rio Preto  | São Paulo           | Brasil         | Recinto de Exposições Alberto Bertelli Lucatto                          | VillaMix Festival                                                                             | [ 4 ]           |
| 9 de outubro de 2016    | Alfenas                | Minas Gerais        | Brasil         | Espaço Folia                                                            | Carnalfenas Weekend Festival                                                                  | [ 5 ] [ 6 ]     |
| 10 de outubro de 2016   | Fortaleza              | Ceará               | Brasil         | Rádio FM 93                                                             | Privado - Pocket Show                                                                         | [ 7 ]           |
| 11 de outubro de 2016   | Fortaleza              | Ceará               | Brasil         | Terminal Marítimo de Passageiros                                        | Garota White                                                                                  | [ 8 ]           |
| 12 de outubro de 2016   | Santa Cruz do Sul      | Rio Grande do Sul   | Brasil         | Arena de Shows Souza Cruz                                               | Oktoberfest de Santa Cruz do Sul                                                              | [ 9 ]           |
| 13 de outubro de 2016   | Dourados               | Mato Grosso do Sul  | Brasil         | Parque de Exposições João Humberto de Carvalho                          |                                                                                               | [ 10 ]          |
| 14 de outubro de 2016   | Campo Grande           | Mato Grosso do Sul  | Brasil         | Estacionamento do Shopping Bosque dos Ipês                              | Garota White                                                                                  | [ 11 ]          |
| 15 de outubro de 2016   | Cuiabá                 | Mato Grosso         | Brasil         | Centro de Eventos do UNIVAG (Centro Universitário de Várzea Grande)     | Garota VIP Festival                                                                           | [ 12 ]          |
| 16 de outubro de 2016   | Sinop                  | Mato Grosso         | Brasil         | Parque de Exposições da Acrinorte                                       | Sunset in Sinop                                                                               | [ 13 ] [ 14 ]   |
| 18 de outubro de 2016   | Picos                  | Piauí               | Brasil         | Estádio Helvídio Nunes de Barros                                        | Balança Piauí                                                                                 | [ 15 ]          |
| 19 de outubro de 2016   | Paracatu               | Minas Gerais        | Brasil         | Parque de Exposições Emiliano Pereira Botelho                           |                                                                                               | [ 16 ]          |
| 21 de outubro de 2016   | Rio de Janeiro         | Rio de Janeiro      | Brasil         | Metropolitan                                                            |                                                                                               | [ 17 ]          |
| 21 de outubro de 2016   | Duque de Caxias        | Rio de Janeiro      | Brasil         | Estacionamento do Feirão de Malhas                                      | Festa Genesis Festival                                                                        | [ 18 ]          |
| 22 de outubro de 2016   | Florianópolis          | Santa Catarina      | Brasil         | Devassa On Stage                                                        | Arena Safadão                                                                                 | [ 19 ]          |
| 23 de outubro de 2016   | Feira de Santana       | Bahia               | Brasil         | Arena Dicamarote                                                        |                                                                                               | [ 20 ]          |
| 27 de outubro de 2016   | Lages                  | Santa Catarina      | Brasil         | Centroserra Convention Center                                           |                                                                                               | [ 21 ]          |
| 28 de outubro de 2016   | São Paulo              | São Paulo           | Brasil         | Citibank Hall                                                           |                                                                                               | [ 22 ]          |
| 29 de outubro de 2016   | Salvador               | Bahia               | Brasil         | Parque de Exposições de Salvador                                        | Garota VIP Festival                                                                           | [ 23 ]          |
| 30 de outubro de 2016   | Jequié                 | Bahia               | Brasil         | AABB (Associação Atlética Banco do Brasil)                              | Arena Safadão                                                                                 | [ 24 ]          |
| 1° de novembro de 2016  | Iguatu                 | Ceará               | Brasil         | Aero Show                                                               | Arena Safadão                                                                                 | [ 25 ]          |
| 3 de novembro de 2016   | Buíque                 | Pernambuco          | Brasil         | Fazenda Prime                                                           | Festa da Vitória                                                                              | [ 26 ]          |
| 4 de novembro de 2016   | Teixeira de Freitas    | Bahia               | Brasil         | Clube Jacarandá                                                         | Macaco Prime                                                                                  | [ 27 ]          |
| 5 de novembro de 2016   | Castelo                | Espírito Santo      | Brasil         | Castelão                                                                | Arena Safadão Sunset                                                                          | [ 28 ]          |
| 5 de novembro de 2016   | Linhares               | Espírito Santo      | Brasil         | Parque de Exposições de Linhares                                        | Arrocha Linhares                                                                              | [ 29 ]          |
| 6 de novembro de 2016   | Itajuípe               | Bahia               | Brasil         | Clube Kamuá                                                             | Arena Safadão                                                                                 | [ 30 ]          |
| 8 de novembro de 2016   | Vitória da Conquista   | Bahia               | Brasil         | Parque de Exposições Teopompo de Almeida                                | Arena Safadão                                                                                 | [ 31 ]          |
| 10 de novembro de 2016  | Bragança               | Pará                | Brasil         | Aeroporto de Bragança                                                   |                                                                                               | [ 32 ]          |
| 11 de novembro de 2016  | Ouro Branco            | Minas Gerais        | Brasil         | Praça de Eventos                                                        | Ouro Elétrico                                                                                 | [ 33 ]          |
| 12 de novembro de 2016  | Caruaru                | Pernambuco          | Brasil         | Estacionamento do Polo Comercial de Caruaru                             | A Maior Festa do Ano                                                                          | [ 34 ]          |
| 12 de novembro de 2016  | Campina Grande         | Paraíba             | Brasil         | Spazzio                                                                 | Garota White                                                                                  | [ 35 ]          |
| 13 de novembro de 2016  | Rio de Janeiro         | Rio de Janeiro      | Brasil         | Parque Olímpico do Rio de Janeiro                                       | Maratona da Alegria VillaMix                                                                  | [ 36 ]          |
| 13 de novembro de 2016  | Caldas Novas           | Goiás               | Brasil         | Caldas Park Show                                                        | Caldas Country Show                                                                           | [ 37 ]          |
| 17 de novembro de 2016  | Recife                 | Pernambuco          | Brasil         | Classic Hall                                                            | Privado - Formatura Colégio Santa Maria                                                       | [ 38 ]          |
| 18 de novembro de 2016  | Belém                  | Pará                | Brasil         | Cidade Folia Complexo de Shows                                          |                                                                                               | [ 39 ]          |
| 19 de novembro de 2016  | Araguaína              | Tocantins           | Brasil         | Espaço Filadélfia                                                       |                                                                                               | [ 40 ]          |
| 23 de novembro de 2016  | Olinda                 | Pernambuco          | Brasil         | Centro de Convenções de Pernambuco                                      | Privado - Formatura Colégio Marista São Luís                                                  | [ 41 ] [ 42 ]   |
| 24 de novembro de 2016  | Caratinga              | Minas Gerais        | Brasil         | Estacionamento do Centro Universitário de Caratinga (Unec) II           |                                                                                               | [ 43 ]          |
| 25 de novembro de 2016  | Uberaba                | Minas Gerais        | Brasil         | Centro Park                                                             | Axé Uberaba                                                                                   | [ 44 ]          |
| 26 de novembro de 2016  | Mogi Mirim             | São Paulo           | Brasil         | Estádio Vail Chaves                                                     | Virote Mogi Sunset                                                                            | [ 45 ]          |
| 26 de novembro de 2016  | Chapecó                | Santa Catarina      | Brasil         | Parque de Exposições Tancredo Neves                                     |                                                                                               | [ 46 ]          |
| 27 de novembro de 2016  | Umuarama               | Paraná              | Brasil         | Parque de Exposições Dário Pimenta Nóbrega                              |                                                                                               | [ 47 ]          |
| 1° de dezembro de 2016  | Guarapuava             | Paraná              | Brasil         | Parque de Exposições Lacerda Werneck                                    |                                                                                               | [ 48 ]          |
| 2 de dezembro de 2016   | Santa Maria            | Rio Grande do Sul   | Brasil         | Costa da Montanha                                                       |                                                                                               | [ 49 ]          |
| 3 de dezembro de 2016   | São Paulo              | São Paulo           | Brasil         | Arena Anhembi                                                           | Garota VIP Festival                                                                           | [ 50 ]          |
| 4 de dezembro de 2016   | Natal                  | Rio Grande do Norte | Brasil         | Praça de Eventos da Arena das Dunas                                     | Bloco Vai Safadão - Carnatal                                                                  | [ 51 ]          |
| 7 de dezembro de 2016   | Manaus                 | Amazonas            | Brasil         | Praia do Tropical Hotel                                                 | Garota White                                                                                  | [ 52 ]          |
| 8 de dezembro de 2016   | Santarém               | Pará                | Brasil         | Arena Clube da Viola (Cdv)                                              | Safadão Prime                                                                                 | [ 53 ]          |
| 9 de dezembro de 2016   | Imperatriz             | Maranhão            | Brasil         | Parque de Exposições Lourenço Vieira da Silva                           |                                                                                               | [ 54 ]          |
| 10 de dezembro de 2016  | Fortaleza              | Ceará               | Brasil         | Estacionamento da Arena Castelão                                        | VillaMix Festival                                                                             | [ 55 ]          |
| 10 de dezembro de 2016  | Teresina               | Piauí               | Brasil         | Estacionamento do Teresina Shopping                                     | Garota VIP Festival                                                                           | [ 56 ]          |
| 11 de dezembro de 2016  | Salvador               | Bahia               | Brasil         | Arena Fonte Nova                                                        | Festival de Verão de Salvador                                                                 | [ 57 ]          |
| 12 de dezembro de 2016  | Mossoró                | Rio Grande do Norte | Brasil         | Espaço Villa Oeste                                                      | Tradicional Doze de Dezembro                                                                  | [ 58 ]          |
| 15 de dezembro de 2016  | Francisco Beltrão      | Paraná              | Brasil         | Centro de Eventos do Parque de Exposições Jayme Canet Júnior            |                                                                                               | [ 59 ]          |
| 16 de dezembro de 2016  | Londrina               | Paraná              | Brasil         | Parque de Exposições Governador Ney Braga                               | A6 Festival Londrina                                                                          | [ 60 ]          |
| 16 de dezembro de 2016  | Maringá                | Paraná              | Brasil         | Pátio da Germanya Caminhões                                             | A6 Festival Maringá                                                                           | [ 61 ]          |
| 17 de dezembro de 2016  | Pouso Alegre           | Minas Gerais        | Brasil         | Estádio do Mandú                                                        |                                                                                               | [ 62 ]          |
| 17 de dezembro de 2016  | Extrema                | Minas Gerais        | Brasil         | Parque de Eventos                                                       |                                                                                               | [ 63 ]          |
| 18 de dezembro de 2016  | Marília                | São Paulo           | Brasil         | Nikkey Club                                                             | Sunset do Safadão                                                                             | [ 64 ]          |
| 21 de dezembro de 2016  | Frederico Westphalen   | Rio Grande do Sul   | Brasil         | Estádio Vermelhão da Colina                                             |                                                                                               | [ 65 ]          |
| 22 de dezembro de 2016  | Santa Rosa             | Rio Grande do Sul   | Brasil         | Parque de Exposições Alfredo Leandro Carlson                            |                                                                                               | [ 66 ]          |
| 23 de dezembro de 2016  | Passo Fundo            | Rio Grande do Sul   | Brasil         | Gran Palazzo Centro de Eventos                                          |                                                                                               | [ 67 ]          |
| 25 de dezembro de 2016  | Juazeiro               | Bahia               | Brasil         | Chácara Bougainville                                                    | Perna-longa                                                                                   | [ 68 ]          |
| 25 de dezembro de 2016  | Senhor do Bonfim       | Bahia               | Brasil         | Espaço Gonzagão (Parque da Cidade)                                      | Natal Indoor                                                                                  | [ 69 ]          |
| 27 de dezembro de 2016  | Guaratuba              | Paraná              | Brasil         | Café Curaçao Guaratuba                                                  |                                                                                               | [ 70 ]          |
| 28 de dezembro de 2016  | Araranguá              | Santa Catarina      | Brasil         | Arena de Shows do Caverá Country Park                                   |                                                                                               | [ 71 ]          |
| 29 de dezembro de 2016  | Guarujá                | São Paulo           | Brasil         | Arena Skol - Praia da Enseada                                           | Sunset On The Beach                                                                           | [ 72 ]          |
| 30 de dezembro de 2016  | Praia de Pipa          | Rio Grande do Norte | Brasil         | Arena Pipa Open Air                                                     | Garota White                                                                                  | [ 73 ]          |
| 31 de dezembro de 2016  | Salvador               | Bahia               | Brasil         | Praça Cairu                                                             | Réveillon Salvador                                                                            | [ 74 ]          |
| 31 de dezembro de 2016  | Maceió                 | Alagoas             | Brasil         | Praia de Jacarecica - Em frente ao Parque Shopping Maceió               | Réveillon Celebration                                                                         | [ 75 ]          |
| 1° de janeiro de 2017   | Florianópolis          | Santa Catarina      | Brasil         | P12 - Jurerê Internacional                                              |                                                                                               | [ 76 ]          |
| 1° de janeiro de 2017   | Balneário Camboriú     | Santa Catarina      | Brasil         | Music Park BC                                                           |                                                                                               | [ 77 ]          |
| 6 de janeiro de 2017    | São Bernardo do Campo  | São Paulo           | Brasil         | Estância Alto da Serra                                                  |                                                                                               | [ 78 ]          |
| 7 de janeiro de 2017    | Guriri                 | Espírito Santo      | Brasil         | Arena Ao Mar                                                            | Festival de Verão Guriri                                                                      | [ 79 ]          |
| 7 de janeiro de 2017    | Guarapari              | Espírito Santo      | Brasil         | Pedreira Adventure Park                                                 | Festival de Verão Guarapari                                                                   | [ 80 ]          |
| 8 de janeiro de 2017    | Rio das Ostras         | Rio de Janeiro      | Brasil         | Estrada do Contorno                                                     | Rio das Ostras Summer Fest                                                                    | [ 81 ]          |
| 12 de janeiro de 2017   | Porto Seguro           | Bahia               | Brasil         | Arena Axé Moi                                                           | Verão 2017 Axé Moi                                                                            | [ 82 ]          |
| 13 de janeiro de 2017   | Barra de São Miguel    | Alagoas             | Brasil         | Rua José S Santos                                                       | Garota Paradise                                                                               | [ 83 ]          |
| 14 de janeiro de 2017   | Praia do Forte         | Bahia               | Brasil         | Espaço Praia do Forte                                                   | Beach Sound Festival                                                                          | [ 84 ]          |
| 14 de janeiro de 2017   | Ilhéus                 | Bahia               | Brasil         | Rod. Ilheus-Olivença - Km 14                                            | Batuba Beach Sound                                                                            | [ 85 ]          |
| 15 de janeiro de 2017   | Cabedelo               | Paraíba             | Brasil         | Praia de Intermares                                                     | Fest Verão Paraíba                                                                            | [ 86 ]          |
| 18 de janeiro de 2017   | São Paulo              | São Paulo           | Brasil         |                                                                         | Privado - Ambev                                                                               | [ 87 ]          |
| 19 de janeiro de 2017   | Rio de Janeiro         | Rio de Janeiro      | Brasil         | Barra Music                                                             |                                                                                               | [ 88 ]          |
| 20 de janeiro de 2017   | Aracaju                | Sergipe             | Brasil         | Arena Eventos                                                           | Fest Verão Sergipe                                                                            | [ 89 ]          |
| 21 de janeiro de 2017   | Pirangi                | Rio Grande do Norte | Brasil         | Arena Circo da Folia                                                    | Pirangi Summer                                                                                | [ 90 ]          |
| 22 de janeiro de 2017   | Crato                  | Ceará               | Brasil         | Parque de Exposição Pedro Felício Cavalcante                            | Bloco Vai Safadão                                                                             | [ 91 ]          |
| 24 de janeiro de 2017   | São Paulo              | São Paulo           | Brasil         | CTN (Centro de Tradições Nordestinas)                                   |                                                                                               | [ 92 ]          |
| 24 de janeiro de 2017   | São Paulo              | São Paulo           | Brasil         | Arena Sertaneja                                                         |                                                                                               | [ 93 ]          |
| 27 de janeiro de 2017   | Poços de Caldas        | Minas Gerais        | Brasil         | Espaço Tatersal                                                         |                                                                                               | [ 94 ]          |
| 28 de janeiro de 2017   | Olímpia                | São Paulo           | Brasil         | Recinto do Folclore                                                     |                                                                                               | [ 95 ]          |
| 29 de janeiro de 2017   | Nova Iguaçu            | Rio de Janeiro      | Brasil         | Parque de Eventos da Riosampa                                           | Bloco Vai Safadão                                                                             | [ 96 ]          |
| 1° de fevereiro de 2017 | São Lourenço do Sul    | Rio Grande do Sul   | Brasil         | Estacionamento do Salão Pinz                                            |                                                                                               | [ 97 ]          |
| 2 de fevereiro de 2017  | Laguna                 | Santa Catarina      | Brasil         | Praça Seival                                                            | Arena de Verão                                                                                | [ 98 ]          |
| 3 de fevereiro de 2017  | Xangri-lá              | Rio Grande do Sul   | Brasil         | Sede Campestre da SABA                                                  | Planeta Atlântida                                                                             | [ 99 ]          |
| 4 de fevereiro de 2017  | Brasília               | Distrito Federal    | Brasil         | Estacionamento do Ginásio Nilson Nelson                                 | Garota VIP Festival                                                                           | [ 100 ]         |
| Europa                  |                        |                     |                |                                                                         |                                                                                               |                 |
| 9 de fevereiro de 2017  | Lisboa                 | Estremadura         | Portugal       | Pavilhão Multiusos de Odivelas                                          |                                                                                               | [ 101 ]         |
| 10 de fevereiro de 2017 | Amsterdã               | Holanda do Norte    | Países Baixos  | The Box Amsterdam                                                       |                                                                                               | [ 102 ]         |
| 11 de fevereiro de 2017 | Zurique                | Cantão de Zurique   | Suíça          | Stadthalle Bülach                                                       |                                                                                               | [ 103 ]         |
| 12 de fevereiro de 2017 | Londres                | Grande Londres      | Reino Unido    | O₂ Forum Kentish Town                                                   |                                                                                               | [ 104 ]         |
| América do Sul          |                        |                     |                |                                                                         |                                                                                               |                 |
| 16 de fevereiro de 2017 | São Paulo              | São Paulo           | Brasil         | Villa Country                                                           |                                                                                               | [ 105 ]         |
| 18 de fevereiro de 2017 | São Luís               | Maranhão            | Brasil         | Espaço Reserva - Estacionamento do Shopping da Ilha                     | Bloco Vai Safadão                                                                             | [ 106 ]         |
| 19 de fevereiro de 2017 | Olinda                 | Pernambuco          | Brasil         | Área Externa do Centro de Convenções de Pernambuco                      | Olinda Beer                                                                                   | [ 107 ]         |
| 23 de fevereiro de 2017 | Salvador               | Bahia               | Brasil         | Circuito Barra-Ondina                                                   | Bloco Vai Safadão                                                                             | [ 108 ]         |
| 24 de fevereiro de 2017 | Salvador               | Bahia               | Brasil         | Circuito Barra-Ondina                                                   | Camarote Club                                                                                 | [ 109 ]         |
| 25 de fevereiro de 2017 | Santa Rita do Sapucaí  | Minas Gerais        | Brasil         | Cidade do Urso                                                          | Bloco do Urso                                                                                 | [ 110 ]         |
| 25 de fevereiro de 2017 | Muzambinho             | Minas Gerais        | Brasil         | Parque Folia                                                            | Bloco Vermes & Cia                                                                            | [ 111 ]         |
| 26 de fevereiro de 2017 | Olinda                 | Pernambuco          | Brasil         | Arena Camarote Olinda                                                   | Camarote Olinda                                                                               | [ 112 ]         |
| 26 de fevereiro de 2017 | Luís Correia           | Piauí               | Brasil         | Arena Beach - Praia de Atalaia                                          | Bloco Crocodilo Beach                                                                         | [ 113 ]         |
| 27 de fevereiro de 2017 | Belo Horizonte         | Minas Gerais        | Brasil         | Mirante Beagá                                                           | Na Farra com Safadão                                                                          | [ 114 ]         |
| 27 de fevereiro de 2017 | Votuporanga            | São Paulo           | Brasil         | Centro de Eventos Helder Henrique Galera (Mundo Oba)                    | Oba Festival                                                                                  | [ 115 ]         |
| 28 de fevereiro de 2017 | Salvador               | Bahia               | Brasil         | Circuito Barra-Ondina                                                   | Camarote Villa Mix                                                                            | [ 109 ]         |
| 28 de fevereiro de 2017 | Salvador               | Bahia               | Brasil         | Circuito Barra-Ondina                                                   | Camarote Harém                                                                                | [ 109 ]         |
| 1° de março de 2017     | Porto Seguro           | Bahia               | Brasil         | Arena Axé Moi                                                           | Carnaporto Axé Moi Folia                                                                      | [ 116 ]         |
| 2 a 15 de março de 2017 | Férias                 | Férias              | Férias         | Férias                                                                  | Férias                                                                                        | [ 2 ]           |
| 16 de março de 2017     | Aracaju                | Sergipe             | Brasil         | Arena Eventos                                                           | Bloco Vai Safadão                                                                             | [ 117 ]         |
| 17 de março de 2017     | Palmas                 | Tocantins           | Brasil         | Estacionamento do Estádio Nilton Santos                                 | Garota White                                                                                  | [ 118 ]         |
| 18 de março de 2017     | Goiânia                | Goiás               | Brasil         | Pecuária de Goiânia                                                     | Sunset Vai Safadão                                                                            | [ 119 ]         |
| 19 de março de 2017     | Piracicaba             | São Paulo           | Brasil         | Estádio Barão de Serra Negra                                            | Safadão Sunset                                                                                | [ 120 ]         |
| 23 de março de 2017     | Cianorte               | Paraná              | Brasil         | Arena Brasil                                                            |                                                                                               | [ 121 ]         |
| 24 de março de 2017     | Avaré                  | São Paulo           | Brasil         | Parque de Exposições Fernando Cruz Pimentel                             |                                                                                               | [ 122 ]         |
| 25 de março de 2017     | Curitiba               | Paraná              | Brasil         | Pedreira Paulo Leminski                                                 | Festival Zum Zum Brasil                                                                       | [ 123 ]         |
| 26 de março de 2017     | Criciúma               | Santa Catarina      | Brasil         | Estacionamento do Nações Shopping                                       | Sunset do Safadão                                                                             | [ 124 ]         |
| 30 de março de 2017     | Itajobi                | São Paulo           | Brasil         | Recinto de Exposições de Itajobi                                        | Itajobi Rodeio Music                                                                          | [ 125 ]         |
| 31 de março de 2017     | Campos dos Goytacazes  | Rio de Janeiro      | Brasil         | Parque de Exposições da Fundação Rural de Campos dos Goytacazes         |                                                                                               | [ 126 ]         |
| 1° de abril de 2017     | Vitória                | Espírito Santo      | Brasil         | VillaMix Festival                                                       | Pavilhão de Carapina                                                                          | [ 127 ]         |
| 1° de abril de 2017     | Rio de Janeiro         | Rio de Janeiro      | Brasil         | Jeunesse Arena                                                          | Arena Safadão                                                                                 | [ 128 ]         |
| 2 de abril de 2017      | Resende                | Rio de Janeiro      | Brasil         | Parque de Exposições Francisco Fortes Filho                             | Safadão Sunset                                                                                | [ 129 ]         |
| 6 de abril de 2017      | Campo Grande           | Mato Grosso do Sul  | Brasil         | Parque de Exposições Laucídio Coelho                                    | Expogrande (Exposição Agropecuária de Campo Grande)                                           | [ 130 ]         |
| 7 de abril de 2017      | Itapetininga           | São Paulo           | Brasil         | Recinto de Exposições Acácio de Moraes Terra                            | ExpoAgro Itapetininga (Exposição Agropecuária de Itapetininga)                                | [ 131 ]         |
| 8 de abril de 2017      | Belo Horizonte         | Minas Gerais        | Brasil         | Mega Space                                                              | VillaMix Festival                                                                             | [ 132 ]         |
| 8 de abril de 2017      | Praia Grande           | São Paulo           | Brasil         | Kartódromo de Praia Grande                                              | Arena Safadão Beach                                                                           | [ 133 ]         |
| 9 de abril de 2017      | Ituporanga             | Santa Catarina      | Brasil         | Parque de Exposições de Ituporanga - Parque Nacional da Cebola          | Festa da Cebola - Expofeira Nacional da Cebola                                                | [ 134 ] [ 135 ] |
| América do Norte        |                        |                     |                |                                                                         |                                                                                               |                 |
| 15 de abril de 2017     | Miami Beach            | Flórida             | Estados Unidos | Eden Roc Hotel                                                          | Gravação WS In Miami Beach                                                                    | [ 136 ]         |
| 16 de abril de 2017     | Miami Beach            | Flórida             | Estados Unidos | Eden Roc Hotel                                                          |                                                                                               | [ 136 ]         |
| América do Sul          |                        |                     |                |                                                                         |                                                                                               |                 |
| 19 de abril de 2017     | Araxá                  | Minas Gerais        | Brasil         | Parque de Exposições Agenor Lemos                                       | Expoaraxá (Exposição Agropecuária de Araxá)                                                   | [ 137 ]         |
| 20 de abril de 2017     | Petrolina              | Pernambuco          | Brasil         | Pátio de Eventos Ana das Carrancas                                      | Se For Beber Me Chame                                                                         | [ 138 ]         |
| 21 de abril de 2017     | Igarapé-Açu            | Pará                | Brasil         | Sede do Operário                                                        |                                                                                               | [ 139 ] [ 140 ] |
| 22 de abril de 2017     | Belém                  | Pará                | Brasil         | Cidade Folia Complexo de Shows                                          | Garota VIP Festival                                                                           | [ 141 ]         |
| 23 de abril de 2017     | Tucuruí                | Pará                | Brasil         | Parque de Exposições de Tucuruí                                         |                                                                                               | [ 142 ]         |
| 27 de abril de 2017     | Olinda                 | Pernambuco          | Brasil         | Teatro Guararapes                                                       | Show beneficente em prol do IMIP (Instituto de Medicina Integral Professor Fernando Figueira) | [ 143 ]         |
| 28 de abril de 2017     | Garanhuns              | Pernambuco          | Brasil         | Esplanada Cultural Mestre Dominguinhos                                  |                                                                                               | [ 144 ]         |
| 29 de abril de 2017     | Fortaleza              | Ceará               | Brasil         | Estacionamento da Arena Castelão                                        | Garota VIP Festival                                                                           | [ 145 ]         |
| 30 de abril de 2017     | Recife                 | Pernambuco          | Brasil         | Área Externa do Centro de Convenções de Pernambuco                      | Bloco Vai Safadão                                                                             | [ 146 ]         |
| 4 de maio de 2017       | Sorriso                | Mato Grosso         | Brasil         | Área Externa do Centro de Eventos Sorriso                               |                                                                                               | [ 147 ]         |
| 5 de maio de 2017       | São Carlos             | São Paulo           | Brasil         | Banana Brasil Eventos                                                   | Sertanejo In São Carlos                                                                       | [ 148 ] [ 149 ] |
| 6 de maio de 2017       | Brasília               | Distrito Federal    | Brasil         | Estacionamento do Estádio Mané Garrincha                                | VillaMix Festival                                                                             | [ 150 ]         |
| 6 de maio de 2017       | Cuiabá                 | Mato Grosso         | Brasil         | Estacionamento do UNIVAG (Centro Universitário de Várzea Grande)        | Arena Safadão                                                                                 | [ 151 ]         |
| 7 de maio de 2017       | Corumbá                | Mato Grosso do Sul  | Brasil         | Estádio Arthur Marinho                                                  |                                                                                               | [ 152 ]         |
| 11 de maio de 2017      | Balsas                 | Maranhão            | Brasil         | Estádio Cazuza Ribeiro                                                  |                                                                                               | [ 153 ]         |
| 12 de maio de 2017      | Altamira               | Pará                | Brasil         | Estacionamento do Mix Matheus                                           |                                                                                               | [ 154 ]         |
| 13 de maio de 2017      | Manaus                 | Amazonas            | Brasil         | Sambódromo de Manaus                                                    | Bloco Vai Safadão                                                                             | [ 155 ]         |
| 14 de maio de 2017      | Teresina               | Piauí               | Brasil         | Estacionamento do Teresina Shopping                                     | Bloco Vai Safadão                                                                             | [ 156 ]         |
| 17 de maio de 2017      | Embu das Artes         | São Paulo           | Brasil         | Parque Francisco Rizzo                                                  | Embu Country Fest                                                                             | [ 157 ]         |
| 19 de maio de 2017      | João Pessoa            | Paraíba             | Brasil         | Domus Hall                                                              | Garota White                                                                                  | [ 158 ]         |
| 20 de maio de 2017      | Salvador               | Bahia               | Brasil         | Parque de Exposições de Salvador                                        | Garota VIP Festival                                                                           | [ 159 ]         |
| 21 de maio de 2017      | Niterói                | Rio de Janeiro      | Brasil         | Teatro Popular Oscar Niemeyer                                           | Sertanejo in Niterói                                                                          | [ 160 ]         |
| 25 de maio de 2017      | Fernandópolis          | São Paulo           | Brasil         | Recinto de Exposições Percy Waldir Semeghini                            | Expô Fernandópolis (Exposição Agropecuária de Fernandópolis)                                  | [ 161 ]         |
| 26 de maio de 2017      | Patos de Minas         | Minas Gerais        | Brasil         | Parque de Exposições Sebastião Alves do Nascimento                      | Fenamilho                                                                                     | [ 162 ]         |
| 27 de maio de 2017      | Valinhos               | São Paulo           | Brasil         | Folk Valley                                                             |                                                                                               | [ 163 ]         |
| 27 de maio de 2017      | São Paulo              | São Paulo           | Brasil         | Estádio do Canindé                                                      | Arena Safadão                                                                                 | [ 164 ]         |
| 28 de maio de 2017      | Leme                   | São Paulo           | Brasil         | Estacionamento do Clube de Campo Empyreo                                | Sunset do Safadão                                                                             | [ 165 ]         |
| 1° de junho de 2017     | Aracoiaba              | Ceará               | Brasil         | Praça de Eventos                                                        | São João de Aracoiaba                                                                         | [ 166 ]         |
| 1° de junho de 2017     | Maracanaú              | Ceará               | Brasil         | Cidade Junina                                                           | São João de Maracanaú                                                                         | [ 167 ]         |
| 2 de junho de 2017      | Guanambi               | Bahia               | Brasil         | Parque de Exposições Gercino Coelho                                     | Expo Guanambi (Exposição Agropecuária de Guanambi)                                            | [ 168 ]         |
| 3 de junho de 2017      | Maceió                 | Alagoas             | Brasil         | Estacionamento do Parque Shopping Maceió                                | Garota VIP Festival                                                                           | [ 169 ]         |
| 4 de junho de 2017      | Almenara               | Minas Gerais        | Brasil         | Parque de Exposições de Almenara                                        | Denga Denga                                                                                   | [ 170 ]         |
| 7 de junho de 2017      | Ourinhos               | São Paulo           | Brasil         | Recinto de Exposições do Parque Olavo Ferreira de Sá                    | FAPI (Feira Agropecuária e Industrial de Ourinhos)                                            | [ 171 ]         |
| 8 de junho de 2017      | Bálsamo                | São Paulo           | Brasil         | Parque de Exposições de Bálsamo                                         | Festa do Peão de Bálsamo                                                                      | [ 172 ]         |
| 9 de junho de 2017      | Recife                 | Pernambuco          | Brasil         | Estacionamento do Classic Hall                                          | São João da Capitá                                                                            | [ 173 ]         |
| 10 de junho de 2017     | Americana              | São Paulo           | Brasil         | Parque de Eventos CCA                                                   | Festa do Peão de Americana                                                                    | [ 174 ] [ 175 ] |
| 11 de junho de 2017     | Volta Redonda          | Rio de Janeiro      | Brasil         | PET Clube dos Funcionários                                              | Baladinha Vip do Safadão                                                                      | [ 176 ]         |
| 12 de junho de 2017     | Adamantina             | São Paulo           | Brasil         | Recinto Poliesportivo de Adamantina                                     | Adamantina Rodeo Festival                                                                     | [ 177 ]         |
| 14 de junho de 2017     | Pedro Leopoldo         | Minas Gerais        | Brasil         | Parque de Exposições Assis Chateaubriand<                               | Pedro Leopoldo Rodeio Show                                                                    | [ 178 ]         |
| 15 de junho de 2017     | Votorantim             | São Paulo           | Brasil         | Praça de Eventos Lecy de Campos                                         | Festa Junina de Votorantim                                                                    | [ 179 ]         |
| 16 de junho de 2017     | Nova Veneza            | Santa Catarina      | Brasil         | Estádio Darci Marini                                                    | Festival Cultural Gastronômico de Nova Veneza                                                 | [ 180 ]         |
| 16 de junho de 2017     | Tubarão                | Santa Catarina      | Brasil         | Hangar 737                                                              |                                                                                               | [ 181 ]         |
| 17 de junho de 2017     | Ribeirão Preto         | São Paulo           | Brasil         | Parque Permanente de Exposições de Ribeirão Preto                       | Chopada Ribeirão                                                                              | [ 182 ]         |
| 18 de junho de 2017     | Campina Grande         | Paraíba             | Brasil         | Parque do Povo                                                          | São João de Campina Grande                                                                    | [ 183 ]         |
| 21 de junho de 2017     | Patos                  | Paraíba             | Brasil         | Terreiro do Forró                                                       | São João de Patos                                                                             | [ 184 ]         |
| 22 de junho de 2017     | Petrolina              | Pernambuco          | Brasil         | Pátio de Eventos Ana das Carrancas                                      | São João de Petrolina                                                                         | [ 185 ]         |
| 23 de junho de 2017     | Campina Grande         | Paraíba             | Brasil         | Área Externa do Spazzio                                                 | São João Premium                                                                              | [ 186 ]         |
| 24 de junho de 2017     | Amargosa               | Bahia               | Brasil         | Fazenda Colibri                                                         | Forró do Piu-Piu                                                                              | [ 187 ]         |
| 24 de junho de 2017     | Santo Antônio de Jesus | Bahia               | Brasil         | Área Externa do Villa Music                                             | Festival Forró do Lago                                                                        | [ 188 ]         |
| 25 de junho de 2017     | Ibicuí                 | Bahia               | Brasil         | Fazenda Brega Light                                                     | Brega Light                                                                                   | [ 189 ]         |
| 28 de junho de 2017     | Carpina                | Pernambuco          | Brasil         | Parque de Eventos Jota Cândido                                          | São João de Carpina                                                                           | [ 190 ]         |
| 29 de junho de 2017     | Limoeiro               | Pernambuco          | Brasil         | Parque de Exposições Dr. Emidio Cavalcante                              | São João de Limoeiro                                                                          | [ 191 ]         |
| 30 de junho de 2017     | Eunápolis              | Bahia               | Brasil         | Circuito do Pedrão                                                      | Pedrão Eunápolis                                                                              | [ 192 ]         |
| 1° de julho de 2017     | Catu                   | Bahia               | Brasil         | Estádio Antônio Pena                                                    | Forró do Bongo                                                                                | [ 193 ]         |
| 2 de julho de 2017      | Goiânia                | Goiás               | Brasil         | Estacionamento do Estádio Serra Dourada                                 | VillaMix Festival                                                                             | [ 194 ]         |
| 3 de julho de 2017      | Uruaçu                 | Goiás               | Brasil         | Parque de Exposição de Uruaçu                                           | Pecuária de Uruaçu                                                                            | [ 195 ]         |
| 4 de julho de 2017      | Sobral                 | Ceará               | Brasil         | Coqueiros Club                                                          | Festa de Lançamento do Carnabral                                                              | [ 196 ]         |
| 5 de julho de 2017      | Monte Carmelo          | Minas Gerais        | Brasil         | Parque de Exposições Sérgio de Freitas Pacheco                          | Expomonte (Exposição Agropecuária de Monte Carmelo)                                           | [ 197 ]         |
| 6 de julho de 2017      | Rio de Janeiro         | Rio de Janeiro      | Brasil         | Clube Monte Líbano                                                      | Festa Gênesis                                                                                 | [ 198 ]         |
| 7 de julho de 2017      | São Paulo              | São Paulo           | Brasil         | Espaço das Américas                                                     | Garota White                                                                                  | [ 199 ]         |
| 8 de julho de 2017      | Belo Horizonte         | Minas Gerais        | Brasil         | Esplanada do Estádio Mineirão                                           | Garota VIP Festival                                                                           | [ 200 ]         |
| 9 de julho de 2017      | Frutal                 | Minas Gerais        | Brasil         | Parque de Exposições Os Idealistas                                      | Expo Frutal (Exposição Agropecuária de Frutal)                                                | [ 201 ]         |
| 12 de julho de 2017     | Sorocaba               | São Paulo           | Brasil         | Parque das Águas                                                        | Festa Junina de Sorocaba                                                                      | [ 202 ]         |
| 13 de julho de 2017     | Itamarandiba           | Minas Gerais        | Brasil         | Parque de Exposições de Itamarandiba                                    | Expoita (Exposição Agropecuária de Itamarandiba)                                              | [ 203 ]         |
| 14 de julho de 2017     | Araçatuba              | São Paulo           | Brasil         | Recinto de Exposições Clibas de Almeida Prado                           | Expô Araçatuba (Exposição Agropecuária de Araçatuba)                                          | [ 204 ]         |
| 15 de julho de 2017     | Crateús                | Ceará               | Brasil         | Park Planalto                                                           | Arena Safadão                                                                                 | [ 205 ]         |
| 15 de julho de 2017     | Crato                  | Ceará               | Brasil         | Parque de Exposição Pedro Felício Cavalcante                            | Expocrato (Exposição Agropecuária do Crato)                                                   | [ 206 ]         |
| 16 de julho de 2017     | Currais Novos          | Rio Grande do Norte | Brasil         | Parque Silvio Bezerra de Melo                                           | Vaquejada de Currais Novos                                                                    | [ 207 ]         |
| 21 de julho de 2017     | Salinópolis            | Pará                | Brasil         | Diwali Beach Club - Praia do Atalaia                                    | Festival de Verão                                                                             | [ 208 ]         |
| 22 de julho de 2017     | Caldas Novas           | Goiás               | Brasil         | Caldas Music                                                            | Festeja Caldas Novas                                                                          | [ 209 ]         |
| 23 de julho de 2017     | Fortaleza              | Ceará               | Brasil         | Cidade Fortal                                                           | Bloco Vai Safadão - Fortal                                                                    | [ 210 ]         |
| 26 de julho de 2017     | Rio Branco             | Acre                | Brasil         | Território Park Show                                                    | Expoacre (Exposição Agropecuária do Acre)                                                     | [ 211 ]         |
| 27 de julho de 2017     | Ariquemes              | Rondônia            | Brasil         | Parque de Exposições de Ariquemes                                       | Exposição Agropecuária de Ariquemes                                                           | [ 212 ]         |
| 28 de julho de 2017     | Ji-Paraná              | Rondônia            | Brasil         | Parque de Exposições Hermínio Victorelli                                |                                                                                               | [ 213 ] [ 214 ] |
| 29 de julho de 2017     | Boa Vista              | Roraima             | Brasil         | Estacionamento do Pátio Roraima Shopping                                | Garota VIP Festival                                                                           | [ 215 ]         |
| 30 de julho de 2017     | Santarém               | Pará                | Brasil         | Clube da Viola                                                          |                                                                                               | [ 216 ]         |
| 31 de julho de 2017     | Caxias                 | Maranhão            | Brasil         | Parque da Cidade                                                        |                                                                                               | [ 217 ]         |
| 4 de agosto de 2017     | Olinda                 | Pernambuco          | Brasil         | Centro de Convenções de Pernambuco                                      | Privado - Formatura Medicina UPE (Universidade de Pernambuco)                                 | [ 218 ] [ 219 ] |
| 5 de agosto de 2017     | Natal                  | Rio Grande do Norte | Brasil         | Arena das Dunas                                                         | Garota VIP Festival                                                                           | [ 220 ]         |
| 6 de agosto de 2017     | Jacobina               | Bahia               | Brasil         | Hangar Fest                                                             | Jacobina Privillege                                                                           | [ 221 ] [ 222 ] |
| 8 de agosto de 2017     | Rio de Janeiro         | Rio de Janeiro      | Brasil         | YouTube Space                                                           | YouTube FanFest                                                                               | [ 223 ]         |
| 9 de agosto de 2017     | Manhuaçu               | Minas Gerais        | Brasil         | Parque de Exposição Fernando Maurílio Lopes                             | Glacial Fest                                                                                  | [ 224 ]         |
| 10 de agosto de 2017    | Indaiatuba             | São Paulo           | Brasil         | Acesso para Rua Ouro - Distrito Industrial, às margens da Rodovia SP-75 | FAICI (Feira Agropecuária, Industrial e Comercial de Indaiatuba)                              | [ 225 ]         |
| 11 de agosto de 2017    | Rio Verde              | Goiás               | Brasil         | Rio Verde Arena                                                         |                                                                                               | [ 226 ]         |
| 12 de agosto de 2017    | Itajubá                | Minas Gerais        | Brasil         | Parque de Exposições Aureliano Chaves                                   |                                                                                               | [ 227 ]         |
| 13 de agosto de 2017    | Horizonte              | Ceará               | Brasil         | Parque Estrela                                                          | Vaquejada de Horizonte                                                                        | [ 228 ]         |
| 14 de agosto de 2017    | Parnaíba               | Piauí               | Brasil         | Estádio Petrônio Portela                                                | Sunset                                                                                        | [ 229 ]         |